# Бужак
Бужак (мађ. Buzsák) је насељено место у Мађарској. Бужак је веће насеље у оквиру жупаније Шомођ.

## Становништво
Током пописа из 2011. године, 77,3% становника се изјаснило као Мађари, 1,4% као Роми, а 3,7% као Немци (19,6% се није изјаснило; због двојног идентитета, укупан број може бити већи од 100%). Верска расподела је била следећа: римокатолици 67,4%, реформисани 1%, лутерани 0,9%, гркокатолици 0,2%, без вероисповести 4% (26,2% се није изјаснило).

## Етимологија
Локално предање каже да је Исус Христ срео човека из овог села током свог живота на Земљи. Тражио је од њега хлеба, али му човек није дао. Тако је на село пало проклетство што је значило да је туга (мађ. буш) расла у врећи сваког становника (мађ. жак).
Према научном објашњењу његово име потиче од јужнословенског израза „буџак” (мађарски: шарок, сеглет).

## Историја
Село је старо више од 500 година, са процватом фолклорног наслеђа, градитељске традиције. После турских ратова у Мађарској (1526–1686) поред Мађара се у село населило неколико далматинских, илирских, хрватских породица и њихова традиција се синтетизовала.
У средњем веку на месту села Бужак су се налазила села Акч и Мађари а помиње се и Кека пуста. Цела ова територија је првобитно била део поседа дворца Шомођ.
Међутим, у 13. веку део територије долази у посед породице Бе (мађ. Bő nemzetség). Године 1268. Јанош, син Ижепа из породице Бе, добио је овдашња имања замка као награду за своје добре услуге као поклон од тадашњег мађарског краља Беле IV. Међутим, Јанош није остварио своја права, већ је део поседа који је добио вратио кметовима замка, али је 1279. године краљ Ладислав IV Куманац је издао ново писмо донације за цео постојећи мађарски локалитет.

### Мађари
Године 1403. Ласло, син Ласла Фанча Гордоваја, добио је село Мађаре као донацију. Године 1424. овде су своја имања делили Ласлоови синови: Јанош, Имре, Берталан и Ласло. Породица Фанч је 1455. године добила нову донацију од краља Ласла V, али је породица Алапи такође имала овде имања. Андраш Алапи је овде продао своја делимична имања Гашпару Фанчу Гордовају 1464. Чак и 1498. године, село Мађари су припадали породици Фанч Гордова.

### Акч
Име Актш или Акч (мађ. Akts Akcs) први пут се среће 1449. године, када је припадало породицама Лаки Туз, Летаи и Сешењи из породице Бе. Године 1500. Јанош Корвин и Имре Терек Ењинги су уписани као власници. Према пореском регистру из 1536. године, два локалитета су већ била уједињена. У 15. и 16. веку се у то подручје насељава велики број далматинских, илирских и хрватских породица. У пореском регистру из 1536. године, Пал Лаки Бакић, Имре Куртеши, Ференц Фајси, Петер Коваши и Балинт Терек појављују се као земљопоседници у уједињеном селу Акч-Мађарију.

### Кека
У средњем веку на месту Кека-пуста постојало је веће село, чије се име јавља већ у периоду 1332-1337. године, а такође се појављује у списку папске десетине 1327. године, па је то већ регистровано ка црквено место, чији се жупник помиње 1327. године.